# 清盛县
清盛县，是泰国北部清莱府的一个县，位于金三角地区中央，隔湄公河与缅甸掸邦、老挝博胶省相望。清盛县是湄公河上重要的货物中转和旅游港口。

## 行政区划
清盛县下分6乡72村。